# 1596
1596 (MDXCVI) fue un año bisiesto comenzado en lunes según el calendario gregoriano, y un año bisiesto comenzado en jueves según el calendario juliano.

## Acontecimientos
- 5 de septiembre: un terremoto de 7,5 en Japón deja un saldo de 1.200 muertos.
- 20 de septiembre: Se funda el Área Metropolitana de Nuestra Señora de Monterrey, (Hoy Monterrey, Nuevo León, México).
- 8 de diciembre: en la Ciudad de México, la Inquisición española ejecuta en la hoguera al poeta judío español Luis de Carvajal (el Mozo).

### Sin fecha
- Los tercios españoles toman Amiens y Calais.
- La escuadra anglo-holandesa al mando del Robert Devereux, II conde de Essex saquea Cádiz, motivo para su posterior fortificación.
- El río Guadalquivir se desborda, inundando la ciudad de Sevilla.
- Mehmed III del Imperio otomano derrota al Sacro Imperio Romano Germánico en la batalla de Keresztes.
- Segismundo III Vasa traslada capital de Polonia desde Cracovia a Varsovia.
- La isla de Barents recibe su nombre de Willem Barents, el explorador neerlandés que la descubre
- El corsario inglés Francis Drake ataca la ciudad de Riohacha (Colombia).

## Arte y literatura
- William Shakespeare
- El rey Juan
- Eduardo III (apócrifa).

## Ciencia y tecnología
- Galileo Galilei: termoscopio.
- Sir John Harrington: invención del inodoro.[1]

## Nacimientos
- 5 de enero: Henry Lawes, compositor inglés. (f. 1662)
- 13 de enero: Jan Josephszoon van Goyen, pintor paisajista neerlandés (f. 1656)
- 31 de marzo: René Descartes, filósofo francés (f. 1650)
- 1 de noviembre: Pietro da Cortona, arquitecto y pintor barroco italiano (f. 1660)
- Jan van Goyen paisajista neerlandés.
- Juan van der Hamen y León pintor español especializado en bodegones.

## Fallecimientos
- 28 de enero: Francis Drake, corsario, explorador, comerciante de esclavos y político inglés (n. 1543).
- 15 de julio: Giuseppe Valeriano, pintor, arquitecto y jesuita italiano (n. 1542)
- 20 de octubre: Gonzalo Argote de Molina, erudito español.
- 8 de diciembre: Luis de Carvajal (el Mozo), poeta judío hispano-mexicano